# Струкова, Марина Васильевна
Мари́на Васи́льевна Стру́кова (род. 9 марта 1975) — современная русская поэтесса и журналистка, корреспондент.

## Биография
Родилась 9 марта 1975 года в районном посёлке Романовка Саратовской области. В 1981 году семья переехала в село Первая Берёзовка Мучкапского района Тамбовской области, где Марина окончила школу. Работала корреспондентом районной газеты, учителем восьмилетней школы. Заочно окончила факультет станковой живописи Московского университета искусств. Окончила Высшие литературные курсы при Литературном институте им. А. М. Горького. С 1996 года — член Тамбовского регионального отделения Союза писателей России, а с 1998 года член радикального национального движения РНЕ («Русское Национальное Единство»).
В настоящее время живёт и работает в Москве.

## Творчество
Начала писать стихи в школе. Первые стихотворения Марины Струковой были опубликованы в выходившем в конце 1980-х — начале 1990-х годов ежеквартальнике «Литературный Тамбов». Постоянный автор журнала «Наш современник». Её стихи также печатались в журналах «Атеней», «Встреча», «Молодая гвардия», «Подъём», в газетах «День литературы», «Завтра», «Русская газета», «Сельская жизнь», «Экономическая газета» и других.
В 1996 году в Тамбове вышел её первый сборник «Чертополох», затем в Москве ещё два: «Солнце войны» (1998), «Серебряная пуля» (2002).
Главные темы поэзии Марины Струковой — патриотизм, русский национализм, история России и её сегодняшний день.
Дипломант Всероссийского поэтического конкурса имени С. А. Есенина 1998 года.

## Издания
- Струкова М. Чертополох: Стихи. — Тамбов, 1996.
- Струкова М. Солнце войны: Стихи. — Москва, 1998.
- Струкова М. Серебряная пуля: Стихи. — Москва: Наш современник, 2003.

## Отзывы
- Лютый В. Д. Струкова Марина Васильевна // Русская литература XX века. Прозаики, поэты, драматурги / Под ред. Н. Н. Скатова. — Москва: Олма-Пресс, 2005. — С. 439-442. — 1940 с. — 5000 экз. — ISBN 5-94848-245-6.
- Верольский Ю. О книге «Чертополох» Марины Струковой // На пушкинских тропах / Верольский Ю. — Тамбов, 1999.
- Дорожкина В. Т. Струкова Марина Васильевна // Литературная жизнь Тамбовского края XVII—XXI веков / В. Т. Дорожкина, Л. В. Полякова. — Тамбов, 2007. Архивировано 23 апреля 2011 года.
- Куняев С. Приближается звук // Наш современник. — 2003. — № 6. — С. 131.
- Овсяников И. Слово её предельно честно, образно, достоверно // Тамбовская жизнь. — 1999. — № 18 февраля.
- Макаров А. Чертополох — цветок поэзии // Тамбовский вестник. — 1996. — № 27 июня.